# Sergei Gritsevets
Sergey Ivanovich Gritsevets (19 de julho de 1909 - 16 de setembro de 1939) foi um aviador e militar soviético que chegou ao posto de major. 

## Guerra Civil na Espanha
Recebeu duas vezes o título de Herói da União Soviética. Participou na Guerra Civil Espanhola como piloto de caças, onde abateu dezenas de aeronaves inimigas, o que fez dele um ás da aviação. Em Setembro de 1939 foi enviado para a Ucrânia em preparação para a invasão da Polónia; enquanto se preparava para descolar, Gritsevets sofreu um acidente com a sua aeronave e faleceu.